# Accidente del Fairchild Metro III de Air Class Líneas aéreas
El accidente del Fairchild Metro III de Air Class Líneas aéreas ocurrió el miércoles 6 de junio de 2012 cuando un avión turbohélice de dicha empresa aeronáutica, se estrelló en las aguas del Río de la Plata poco después del despegue mientras se dirigía a realizar un vuelo de carga desde el aeropuerto de Montevideo, Uruguay, hasta el aeropuerto de Ezeiza en Buenos Aires, Argentina.

## Aeronave y tripulación
El aparato implicado era un Swearingen SA227-AC Metro III construido en 1982 haciendo su primer vuelo ese año. Antes de que Air Class lo obtuviera, el avión fue operado por otras ocho aerolíneas anteriormente, mencionando algunas como Trans-Colorado Airlines, Conquest Airlines o Flight International. En el momento del accidente, la aeronave estaba matriculada como CX-LAS.
Los dos tripulantes a bordo eran:
- El capitán y piloto al mando, Walter Rigo, de 63 años y tenía 16.177 horas de vuelo.
- El copiloto, Martín Riva, de 34 años y acumuló 406 horas de vuelo.[3]

## Acontecimientos y búsqueda prolongada
Como se dijo al iniciar, el avión despegó de la pista 24 del Aeropuerto Internacional de Carrasco de la ciudad de Montevideo, Uruguay alrededor de las 19:55 hora local, haciendo un vuelo de carga que se hacía con frecuencia diaria, ya que eran envíos de correo internacional de la empresa de paquetería, DHL. Tenía como destino el Aeropuerto Internacional de Ezeiza en la capital argentina, Buenos Aires.
Mientras ascendía a la altitud asignada de FL80, el avión dio vuelta a la izquierda. El controlador se puso en contacto con el vuelo. La tripulación respondió que cambiarían de rumbo hacia el punto de ruta SARGO. Este fue el último contacto con el vuelo.
La aeronave impactó en el Río de la Plata, zona sur cercana de la Isla de Flores.
Búsqueda
La Fuerza Aérea Uruguaya, la Armada y ADES realizaron la búsqueda de la aeronave sobre la costa uruguaya.
Finalizando la tercera semana de junio, se había relevado el 50% del área y todavía seguía sin aparecer el avión, y sin rastros de su tripulación.
El viernes 20 de julio, los restos ubicados durante las tareas de búsqueda, se encontraban a una distancia aproximada de 2 km al sur de la Isla de Flores, concentrados en un área de aproximadamente 90 metros de radio. Se rescataron las partes significativas de todas las áreas de la Aeronave (motores, hélices, trenes de aterrizaje, puerta de carga, puerta de pasajeros, cono de cola, etc.), pero los cuerpos de ambos tripulantes nunca fueron encontrados, sólo hallándose partes de ropa que fueron identificadas por los familiares.

## Investigación del Accidente
Según el reporte de la Comisión Investigadora de Accidentes e Incidentes de Aviación uruguaya, la aeronave resultó totalmente destruida debido al gran impacto contra la superficie del mar, golpeando con un ángulo aproximado de 88° nariz abajo.
El informe relata una omisión del pasaje de la tripulación por la Oficina de Meteorología a recabar la información de la situación climática, la no realización interactiva de listas de chequeo y que los instrumentos alimentados con 115 Volts AC, no se encontraban energizados, siendo este último un factor sumamente influyente para la ocurrencia del accidente. En conclusión la causa probable del accidente se determina como la Pérdida de Control de la Aeronave por encontrarse volando con indicaciones erróneas de los instrumentos de vuelo, sumado a la posible formación de hielo cristalino sobre su estructura, motivando una pérdida de conciencia situacional de la tripulación, junto a los siguientes factores contribuyentes: 
- Falta de información meteorológica aeronáutica para el área en el momento de la operación.
- Falta de confianza en el Radar Meteorológico de la Aeronave (el PF había tomado varias notas en el RTV sobre su operatividad).
- De acuerdo a los diferentes análisis, se pudo determinar que el sistema eléctrico de 115 Voltios AC no estaba energizado, por lo que se presume que el checklist no se realizó correctamente en diferentes procedimientos, lo que llevó a evitar elementos de control para el funcionamiento de la navegación. instrumentos. (El control de encendido de los inversores está marcado con un asterisco en las listas de verificación de la aeronave, lo que determina que el elemento debe realizarse con la ayuda del NFP).
- El PF había realizado sus últimos cinco vuelos en otra aeronave, en la que aunque es el mismo modelo que el accidente, los inversores no energizan los Instrumentos de Navegación.
- El Plan de Vuelo presentado que mostró la aeronave según lo planeado para realizar la Misión.
- Solicitud TWR de despegue antes de la hora determinada por el plan de vuelo.
- El rodaje fue demasiado rápido, lo que condicionó la correcta verificación de los checklists para el despegue.
- No reconociendo la falla de los Instrumentos, motivó a realizar un viraje que desvió la Aeronave de la ruta y la dirigió hacia un Sistema Nuboso con Condiciones de Hielo.
- No percatarse de la posible formación de hielo cristalino en la estructura de la aeronave, realizando un viraje que agravó la situación.
- Posible exceso de confianza del PF acompañado de la corta experiencia del PNF y la falta de un CRM interactivo.
- Posible bloqueo del sistema Pitot estático, que generaría indicaciones erróneas de velocidad, altura y actitud.
- Posible pérdida de conciencia situacional (percepción de sí mismo y de la aeronave en relación con el entorno dinámico de vuelo y las amenazas, con capacidad de predecir lo que sucederá en función de la percepción)
- Al no energizar el Sistema de vuelo, el modelo de Instrumento de horizonte artificial (ADI) instalado en la Aeronave da una indicación de ascenso permanente. Este modelo de instrumento no tiene bandera de indicación cuando está fuera de operación, la inoperabilidad del instrumento se indica en la parte inferior del instrumento donde hay una barra que solo cambia de color de rojo (fuera de operación) a negro (operacional).
- Mantener un vuelo con velocidades superiores al VMO, situación agravada por un giro; estar en condiciones climáticas donde la velocidad debe reducirse para mantener el control de la aeronave.
- Ubicación de un GPS no habilitado en una posición que pudiera confundir a la tripulación por su luminosidad.[8]